# François Maximilian Ghislain della Faille d'Huysse
Pour les articles homonymes, voir della Faille.
Le baron François Maximilian Ghislain della Faille d'Huysse, né à Gand le 28 mars 1771 et mort à la ville de Bruxelles le 11 mai 1835, est un homme politique belge. Il est le père d'Adolphe della Faille et de Hippolyte della Faille.
- Bourgmestre d'Huysse (en néerlandais : Huise)(1804-1835)
- Bourgmestre d'Ouwegem (1805-1830)
- Membre de la seconde Chambre (1815-1830)
- Chambellan de Guillaume Ier des Pays-Bas (1816-1830)
- Bourgmestre d'Ooike (1822-1830)
- Membre du Sénat belge par l'arrondissement de Gand (1832-1835)

## Sources
- (nl) Sa fiche sur parlement.com